# Robert Rossa
Robert Krzysztof Rossa – polski leśnik, doktor habilitowany nauk rolniczych, profesor na Uniwersytecie Rolniczym im. Hugona Kołłątaja w Krakowie, specjalista od entomologii leśnej.

## Kariera naukowa
W 1996 roku na Uniwersytecie Rolniczym im. Hugona Kołłątaja w Krakowie uzyskał tytuł magistra inżyniera w zakresie leśnictwa. W tym samym roku został zatrudniony na tejże uczelni, a w 2004 roku na jej Wydziale Leśnym uzyskał stopień stopień doktora nauk rolniczych w zakresie leśnictwa na podstawie rozprawy pt. Morfologia, biologia, ekologia i znaczenie gospodarcze w drzewostanach dębowych paśnika pałączastego – Plagionotus arcuatus (L.) i paśnika niszczyciela - Plagionotus detritus (L.) (Coleoptera, Cerambycidae), której promotorem był Jerzy Starzyk. W 2018 roku ten sam wydział nadał mu stopień doktora habilitowanego nauk rolniczych w dyscyplinie leśnictwa na podstawie pracy pt. Wykorzystanie morfometrii geometrycznej tylnych skrzydeł błoniastych w badaniach związanych z taksonomią, zoogeografią i biologią owadów z rodziny kózkowatych (Cerambycidae).